# Paul Breitner
Paul Breitner (Kolbermoor, 1951. szeptember 5. –) világ és Európa-bajnok német labdarúgó. Az NSZK válogatottjában 48 alkalommal szerepelt.

## Pályafutása
Profi labdarúgó pályafutása 1970-től 1983-ig tartott. A Bayern München (1970–74, 1978–83) és a Real Madrid (1974–78) voltak a csapatai illetve az 1977–78-as szezonban az Eintracht Braunschweig együttesét erősítette. A Bayern Münchenhez 1970-ben igazolt és gyorsan stabil kezdővé vált. Erős, energikus, gyorsan reagáló, támadó felfogású védő és középpályás volt. Már a müncheni pályafutásának elején megérte legnagyobb sikereit.
1971. június 22-én 19 évesen mutatkozott be az NSZK válogatottjában, Oslóban egy Norvégia elleni 7–1-es siker alkalmával.
21 évesen tagja volt az 1972-es Európa-bajnokságon győztes válogatottnak, rá két évre pedig világbajnoki címet szerzett az NSZK-ban rendezett 1974-es világbajnokságon. A hollandok elleni döntőben ő szerezte a németek első gólját tizenegyesből. A világbajnokság után a Real Madridhoz szerződött és lemondta a válogatottságot. 1977-ben visszatért a Bundesligába, méghozzá az Eintracht Braunschweig együtteséhez, de egy év után ismét a Bayernhez igazolt.
A nemzeti csapatba 1981-ben tért vissza. Az 1982-es labdarúgó-világbajnokság döntőjében gólt szerzett az olaszok ellen, ezért egyike azon játékosoknak, akik két különböző vb-döntőben is eredményesek tudtak lenni. Ez rajta kívül három játékosnak sikerült idáig; Pelé, Vavá, Zinédine Zidane.
Ötszörös német (1972, 1973, 1974, 1980, 1981) és kétszeres spanyol bajnok (1975, 1976), e mellett kétszer nyerte meg a német kupát (1971, 1982) és egyszer a spanyolt (1975). A Bayern játékosaként 1974-ben a BEK serleget is sikerült elhódítania.
Az 1982/83-as szezonban a hamburgi Wolfgang Rolff szabálytalansága következtében megsérült, és ez egyben a pályafutása végét is jelentette.
Pályafutása befejezését követően a német labdarúgás egyik legvitriolosabb kritikusának számít, az eltelt évek során dolgozott a televízióban is. 2007-ben vállalt ismét munkát a Bayernnél, ahol játékos-megfigyelő, majd a részleg vezetője lett. 2012-ben ő volt a müncheni Bajnokok Ligája döntő nagykövete.

## Sikerei, díjai
Bayern München
Nyugatnémet bajnokság (Bundesliga)
- Győztes: 1971–72, 1972–73, 1973–74, 1979–80, 1980–81

DFB-Pokal
- Győztes: 1970–71, 1981–82

BEK
- Győztes: 1973–74
- Második hely: 1981–82

Real Madrid
La Liga
- Győztes: 1974–75, 1975–76

Copa del Rey
- Győztes: 1974–75
- BEK
- második hely: 1981–82

NSZK
Európa-bajnokság
- Győztes: 1972

Világbajnokság
- Győztes: 1974
- Második hely: 1982

Egyéni
- Az év német labdarúgója: 1981
- Aranylabda második helyezettje: 1981
- FIFA 100
- Világbajnoki All Star csapat tagja: 1974
- Az 1972-es Európa-bajnokság álomcsapatának a tagja